# E. F. L. Wood
Edward Frederick Lindley Wood, 1.er conde de Halifax, KG, OM, GCSI, GCMG, GCIE, PC (16 de abril de 1881 - 23 de diciembre de 1959), conocido como Lord Irwin entre 1925 y 1934, y como vizconde Halifax desde 1934 hasta 1944, fue un político conservador del Reino Unido. Desempeñó varios cargos ministeriales en aquella época, destacadamente los de virrey de la India desde 1925 hasta 1931 y secretario de Asuntos Exteriores entre 1938 y 1940. A menudo es recordado como uno de los arquitectos de la política de apaciguamiento de Adolf Hitler en 1936-38, antes de la Segunda Guerra Mundial, trabajando estrechamente con el primer ministro Neville Chamberlain. Sin embargo, después de la ocupación alemana de Checoslovaquia en marzo de 1939 fue uno de los que presionó en busca de una nueva política de intentar parar cualquier otra agresión alemana prometiendo entrar en guerra para defender Polonia.
Cuando Chamberlain dimitió a principios de mayo de 1940, Halifax declinó el cargo de primer ministro pues sentía que Churchill sería mejor líder de guerra (su pertenencia a la Cámara de los Lores fue la razón oficial que se dio). Unas pocas semanas después, cuando los aliados se enfrentaban a una derrota aparentemente catastrófica y las fuerzas británicas retrocedían hasta Dunquerque, Halifax apoyó un acercamiento a Italia para intentar negociar unos términos de paz aceptables, pero fue desautorizado por Churchill después de una serie de controvertidas reuniones del gabinete de guerra. Desde 1941 hasta 1946, desempeñó el cargo de embajador británico en Washington.

## Juventud
Wood nació el 16 de abril de 1881 en el castillo de Powderham en Devon, hogar de su abuelo materno, el XI conde de Devon. Nació en una familia de Yorkshire, el sexto hijo y cuarto varón de Charles Wood, II vizconde Halifax (1839–1934), y Lady Agnes Elizabeth Courtenay (1838–1919). Su padre era el presidente de la English Church Union, que defendía la reunión ecuménica, en 1868, 1919, y 1927–1934. Su bisabuelo fue conde de Grey, primer ministro del Reino Unido, que introdujo la Gran ley de reforma de 1832. Entre 1886 y 1890, los tres hermanos mayores de Halifax murieron durante la infancia, dejándole, a los nueve años de edad, como heredero del título nobiliario de su padre, su fortuna y su lugar en la Cámara de los Lores. Creció en un mundo de religión y la caza. Su religiosidad como devoto anglocatólico, como su padre, le valió ganarse el apodo, posiblemente acuñado por Churchill, de Holy Fox (sagrado zorro). Halifax nació con el brazo izquierdo atrofiado y carente de mano, hecho que no le impidió aprender a montar a caballo, cazar o disparar. Tenía una mano izquierda artificial con un pulgar accionado por muelles, con lo que podía sujetar las riendas o abrir puertas.
La infancia de Wood se dividió principalmente entre dos casas en Yorkshire: Hickleton Hall, cerca de Doncaster, y Garrowby.
Fue educado en la St David's Prep School desde septiembre de 1892 y el Eton College desde septiembre de 1894. No fue feliz en la escuela, pues carecía de talento para el deporte o los conocimientos clásicos. Fue al Christ Church College de la Universidad de Oxford, en octubre de 1899. No intervino en política estudiantil, pero se destacó académicamente y se graduó con un título de primera clase en Historia Moderna.
Desde noviembre de 1903 hasta 1910, fue miembro del All Souls College de Oxford. Después de su primer año allí, marchó a hacer el Grand Tour por Sudáfrica, la India, Australia y Nueva Zelanda con Ludovic Heathcoat-Amory. En 1905, regresó a Inglaterra, donde permaneció dos años el citado college. Visitó Canadá en 1907. Escribió una breve biografía del clérigo victoriano John Keble (1909).

## Principios de su carrera política y servicio militar
Wood no se presentó en la elección general de 1906, en la que los liberales obtuvieron un triunfo aplastante y prefirió dedicar sus esfuerzos a su membresía en All Souls. Hacia 1909 las circunstancias políticas habían cambiado lo suficiente como para que Wood se presentara como candidato conservador en Ripon en Yorkshire, y fue elegido con facilidad gracias a su influencia local. Ripon había pasado a ser liberal en 1906; Wood ganó con una mayoría de mil votos en las elecciones de enero de 1910 y lo conservó con una reducida mayoría en diciembre de 1910. Siguió como miembro del Parlamento por Ripon hasta su acceso a la cámara de los Lores en 1925. Era un Ditcher (esto es, opuesto hasta el final y listo para «morir en la última trinchera» para defender el derecho de veto de la Cámara de los Lores) en las disputas sobre la Ley del Parlamento de 1911 pero en realidad tuvo escasa influencia en la política antes de 1914. Se oponía vigorosamente a la privación de reconocimiento oficial galesa.
Antes de la Primera Guerra Mundial era capitán en los Dragones de Yorkshire de la Reina, un regimiento de caballería voluntaria de Riding Oeste. Tuvo una rara intervención en el debate sobre el reclutamiento, pidiendo que se introdujera de manera inmediata. Fue enviado al frente en 1916. En enero de 1917 fue mencionado en despachos («Dios sabrá por qué», escribió). Llegó al rango de mayor. Luego fue subdirector de Suministros Laborales en el Ministerio de Servicio Nacional desde noviembre de 1917 hasta el fin de 1918. Inicialmente se mostró favorable a la propuesta de lord Lansdowne de un compromiso de paz , pero acabó exigiendo una victoria completa y una paz punitiva.
Wood no tuvo oposición en las elecciones generales de 1918, 1922, 1923 y 1924. Firmó en abril de 1919 la petición Lowther en la que se solicitaba unas condiciones de paz más duras contra Alemania en el Tratado de Versalles que se estaba negociando entonces. En el parlamento 1918–1922, Wood fue aliado de Samuel Hoare, Philip Lloyd-Greame y Walter Elliot, todos ellos jóvenes y ambiciosos parlamentarios a favor de reformas progresistas.
En 1918, él y George Ambrose Lloyd (más tarde lord Lloyd) escribió «La gran oportunidad», un tratado que pretendía establecer una agenda para un renacido partido conservador y unionista tras el final de la coalición Lloyd George. Urgieron al Partido conservador para que se concentrara en el bienestar de la comunidad más que en el bien del individuo. Con el desarrollo de la guerra de independencia irlandesa, instó una solución federal. En aquella época se centró en la vivienda, la agricultura e Irlanda.

## Inicios de su carrera ministerial
En mayo de 1920, aceptó el cargo de gobernador general de la Unión Sudafricana, pero la oferta fue retirada después de que el gobierno sudafricano anunciara que quería un ministro del gabinete o un miembro de la familia real.
En abril de 1921, fue nombrado subsecretario para las colonias, a las órdenes de Churchill quien inicialmente era renuente a encontrarse con él (en una ocasión entró violentamente en la oficina de Churchill y le dijo que «esperaba ser tratado como un caballero»). En el invierno de 1921–1922, Wood visitó las Antillas Británicas y escribió un informe para Churchill.
El 16 de octubre de 1922, Wood acudió a la reunión de ministros menores que expresaron su inquietud por la coalición de gobierno de conservadores y liberales encabezada por Lloyd George. El 19 de octubre de 1922, votó en el encuentro del Club Carlton para que los conservadores compitieran de forma independiente en la siguiente elección. Tras las elecciones, Andrew Bonar Law formó un gobierno puramente conservador. Wood fue promovido al gabinete el 24 de octubre como Secretario de Estado de Educación. Algunos vieron esto como una mejora en el carácter moral del gobierno. Las políticas de austeridad no dejaban espacio para políticas constructivas. Wood, que pasaba dos días a la semana cazando, no estaba interesado, ni era particularmente efectivo en el trabajo, pero lo vio como un paso para cosas más importantes. No le gustó que Stanley Baldwin estableciera aranceles en diciembre de 1923, lo que hizo que los conservadores perdieran su mayoría y dio paso a un gobierno laborista en minoría.
Cuando los conservadores regresaron al poder, el 6 de noviembre de 1924, a Wood lo nombraron ministro de Agricultura bajo el mandato de Stanley Baldwin, un trabajo más oneroso que Educación. Hizo que los Comunes aprobaran una ley de agricultura y diezmos.

## Virrey de la India

### Nombramiento
En octubre de 1925, Lord Birkenhead, secretario de estado para la India, ofreció a Wood el cargo de virrey de la India a sugerencia del rey Jorge V, debido a su origen familiar (su abuelo paterno Sir Charles Wood había sido secretario de estado para la India en 1859–1865) y su inmaculado pedigrí. Casi lo rechaza, pues tenía dos hijos en edad escolar y su anciano padre parecía poco probable que viviera hasta 1931 cuando se suponía que terminaría su mandato. Aceptó por consejo de su padre (quien realmente vivió para verlo regresar). Le nombraron Baron Irwin de Kirby Underdale. Se marchó a la India el 17 de marzo de 1926, y llegó a Bombay el 1 de abril de 1926, con la intención de mejorar las relaciones anglo-indias y de calmar las tensiones religiosas en el país. Hombre de profundas convicciones religiosas, fue considerado como la mejor elección para negociar con Mahatma Gandhi. 
Irwin fue honrado con el GCSI y GCIE en 1926.
Irwin disfrutaba de la pompa del virreinato. Era un hábil jinete, y tenía una altura de metro noventa y cinco. Tenía una «inclinación ceciliana y ojos simpáticos y amables» y daba la impresión de un príncipe de la iglesia (R. Bernays Naked Fakir 1931). Se hicieron varios intentos de asesinarlo. Ofrecía más simpatía a los indios que sus predecesores, aunque no tenía el menor reparo en firmar condenas de muerte cuando las creía justificadas. Quería a los indios más unidos y amistosos con el Reino Unido; su primer gran discurso como virrey, y varios más a lo largo de su desempeño del cargo, instaban a que terminara la violencia entre hindúes y musulmanes.
La Escuela india de minas Dhanbad se abrió el 9 de diciembre de 1926 mientras Irwin desempeñaba el cargo, para desarrollar las ciencias mineras y geológicas.

### Comisión Simón
La Ley de gobierno de la India de 1919 había incorporado las Reformas Montagu–Chelmsford («Diarquía» - gobierno compartido entre los británicos y los indios a nivel local) y había prometido que después de diez años habría una comisión que investigara sobre una nueva constitución y asesorara sobre si se necesitaban ulteriores reformas. Irwin aceptaba que era preciso un mayor autogobierno, pues las aspiraciones nacionales indias habían crecido desde 1919. Birkenhead adelantó la fecha de la comisión, y la puso bajo Sir John Simon. Irwin recomendó una investigación totalmente británica, pues creía que las facciones indias no se pondrían de acuerdo entre ellas, sino que se retrasarían a la hora de obtener resultados de la encuesta. David Dutton cree que este fue «el peor error de su virreinato, y uno que llegaría a lamentar amargamente».
La exclusión de los miembros indios de la Comisión Simon, encargada de estudiar las reformas necesarias para llegar a un cierto nivel de autogobierno, provocó importantes brotes de violencia. En noviembre de 1927, cuando se anunció la composición de la comisión, todos los partidos indios, incluyendo el Congreso Nacional Indio, lo boicoteó. Irwin aseguró a Birkenhead que Simon podía ganar la opinión india moderada. Simon llegó a Bombay el 3 de febrero de 1928. Logró cierto éxito, pero Irwin se convenció de que era necesario un nuevo gesto.
La respuesta india a la llegada de Simon incluyó una Conferencia de Todos los Partidos, un comité que produjo el Informe Nehru (mayo de 1928), abogando por un estatus de dominion para la India. Sin embargo, también hubo violencia, incluyendo la muerte de Lala Lajpat Rai en noviembre de 1928 y el ataque en venganza de Bhagat Singh en diciembre de 1928. Otras respuestas fueron los 14 puntos del líder de la Liga Musulmana, Muhammad Ali Jinnah (marzo de 1929).

### La declaración Irwin
La situación obligó a Irwin a conceder ciertos privilegios que fueron considerados como excesivos por el gobierno de Londres y como insuficientes por parte de los indios. En junio de 1929, un nuevo gobierno laborista llegó al poder en el Reino Unido, con Ramsay MacDonald como primer ministro por segunda vez y William Wedgwood Benn como secretario de estado para la India. El 13 de julio de 1929, Irwin llegó al Reino Unido de permiso, llevando con él un borrador de cartas «sugerido» entre MacDonald y Simon. Su plan era que Simon escribiera proponiendo una conferencia de mesa redonda para discutir los hallazgos de la comisión, y que MacDonald entonces respondiera que la declaración Montagu de 1917 implicara un compromiso con el estatus de dominio (esto es, que la India se auto gobernase por completo, como Canadá o Australia). Simon vio los borradores y tuvo serias dudas sobre la planeada conferencia de mesa redonda. El intercambio de cartas no mencionaba el estatus de dominio pues los otros comisionados no lo favorecían, aunque Simon no documentó la intensidad de su sentimiento, que llegó a compartir, de que semejante declaración minaría los hallazgos de la comisión y que el estatus de dominio ahora se convertiría en una demanda mínima para los líderes indios más que el objetivo definitivo. El autor David Dutton encuentra «curioso» que Irwin, que había creído que Simon no pondría objeciones al estatus de dominio, no comprendiera esto.
La declaración Irwin de octubre de 1929 comprometía al Reino Unido a, finalmente, reconocerle el estatus de dominio a la India. A pesar de que semejante política había estado implícita durante una década, la declaración fue denunciada por mucho de la derecha tory. Lord Reading (predecesor de Irwin como virrey) lo denunció, y Simon mostró su desagrado. Hubo una breve esperanza de un avance en las relaciones anglo-indias, pero la conferencia de Nueva Delhi de diciembre de 1929 entre Irwin y los líderes indios fracasó a la hora de encontrar un acuerdo. Gandhi empezó entonces una campaña de desobediencia civil con vista a lograr una plena independencia. Caminó durante 24 días hacia el mar, donde procedió a fabricar sal, lo que rompía con el histórico monopolio del gobierno. Irwin hizo que se apresara a todos los líderes del Congreso, incluyendo, con el tiempo, a Gandhi.
Algunas críticas a Irwin pueden haber sido injustas, pero cometió un error y las consecuencias fueron serias y la inquietud creció. La posición de Irwin se vio como excesivamente indulgente por Londres pero medias tintas en la India. Con poco espacio de maniobra, Irwin recurrió a la represión usando sus poderes de emergencia para prohibir las reuniones públicas y aplastar a la oposición rebelde. La detención de Gandhi, sin embargo, solo empeoró las cosas.

### Acuerdo con Mahatma Gandhi
En noviembre de 1930, el rey Jorge V abrió la primera Round Table Conference («Conferencia de Mesa Redonda») en Londres; no intervino ningún delegado del congreso debido a que Gandhi estaba en prisión.
Finalmente, Irwin optó por negociar. En enero de 1931, Gandhi fue liberado y por invitación de Irwin, tuvieron ocho encuentros juntos. Irwin escribió a su anciano padre que «era como hablar con alguien que ha aterrizado procedente de otro planeta en este para una breve visita de una quincena y cuyo actitud mental era totalmente distinta a la que regulaba la mayor parte de asuntos en el planeta al que había llegado». Pero se respetaban mutuamente sobre la base de sus respectivas creencias religiosas.
Las discusiones que se desarrollaron a lo largo de esas dos semanas dieron como resultado el Pacto de Delhi, por el que terminaba el periodo de desobediencia civil y el boicot a los productos británicos y comenzaba una conferencia entre todas las partes. Los trabajos de esa conferencia llevaron el 5 de marzo de 1931 a la firma de pacto Gandhi-Irwin, por el cual desaparecía el Movimiento de Desobediencia Civil, y se acordaba continuar los trabajos en una segunda conferencia de tabla redonda en la que estuvieran representados todos los intereses.
Los puntos destacados eran:
- El Congreso interrumpiría el movimiento de desobediencia civil.
- El Congreso participaría en la conferencia de la tabla redonda.
- El Gobierno retiraría todos los decretos emitidos para frenar al Congreso.
- El Gobierno retiraría todas las acusaciones en relación con ofensas que no implicasen violencia.
- El Gobierno liberaría a todas las personas que cumplieran penas de prisión por sus actividades en el movimiento de desobediencia civil.

También se acordó que Gandhi se uniera a la segunda conferencia de mesa redonda como el único representante del Congreso.
El 20 de marzo de 1931, Irwin homenajeó la honradez de Gandhi, su sinceridad y patriotismo, en una cena dada por los príncipes gobernantes.

### Valoración
Pocos días después de la firma del pacto Gandhi-Irwin, Lord Irwin abandonaba su puesto y dejaba la India. A su vuelta a Inglaterra en abril de 1931 la situación en la colonia estaba calmada, pero en menos de un año la segunda conferencia fracasaría y Gandhi volvería a ser detenido.
A pesar del resultado irregular, Irwin fue en su conjunto un exitoso virrey; ideó un camino claro y equilibrado y no había perdido la confianza del gobierno en la metrópoli. Había demostrado firmeza e independencia. Su exitoso trabajo como virrey aseguró que regresara a la política británica con un significativo prestigio.

## Política británica 1931-1935
Irwin regresó al Reino Unido el 3 de mayo de 1931. Fue honrado con la KG (se convirtió en canciller de la orden en 1943). En 1931 declinó Asuntos Exteriores en el nuevo gobierno nacional, no solo porque a la derecha tory no le habría gustado. Oficialmente, declaró que quería pasar tiempo en casa. Fue a Canadá, por invotación de Vincent Massey, para hablar en la Universidad de Toronto.
Era aún un firme protegido de Stanley Baldwin. En junio de 1932, a la repentina muerte de Sir Donald Maclean, volvió al gabinete como Presidente del Consejo de Educación, por una segunda vez, habiendo sido aparentemente remiso a aceptar, de forma genuina. Sus perspectivas eran bastante anticuadas; declaró: «Queremos una escuela que los enseñe a ser sirvientes y mayordomos».
Irwin se convirtió en máster de la Middleton Hunt en 1932 y fue elegido como canciller de la universidad de Oxford en 1933. En 1934 heredó el título de vizconde Halifax a la muerte de su padre a los 94 años.
Ayudó a Hoare a redactar lo que sería la Ley del gobierno de la India 1935, la principal pieza legislativa del gobierno de 1931–1935.
En junio de 1935, Baldwin fue elegido primer ministro por tercera vez, y Halifax fue nombrado secretario de Estado para la Guerra. Le satisfizo abandonar el trabajo en educación. Consideraba que el país no estaba preparado para la guerra, pero se resistió a las peticiones de rearme de los jefes de Estado Mayor.
En noviembre de 1935, después de la elecciones generales, fue designado Lord del Sello Privado y líder de la Cámara de los Lores.

## Política exterior

### Colega de Eden
Por esta época, Halifax se estaba volviendo cada vez más influyente en asuntos exteriores. El gabinete se reunió en la mañana del 18 de diciembre de 1935 para discutir la protesta pública sobre el Pacto Hoare–Laval. Halifax, que debía hacer una declaración ante los Lores esa tarde, insistió en que el ministro de Asuntos Exteriores, Samuel Hoare, dimitiera para salvar la posición del gobierno, haciendo que J. H. Thomas, William Ormsby-Gore y Walter Elliott también se pronunciaran po su dimisión. Anthony Eden fue nombrado Ministro de Asuntos Exteriores en lugar de Hoare. Al año siguiente, Halifax dijo que las previsiones del pacto «no eran temiblemente diferentes de las que habían sido propuestas por el comité de los cinco [de la liga]. Pero que estos últimos tenían un origen respetable: y los de París se parecían demasiado a los arreglos fuera del escenario de la diplomacia del siglo XIX».
En la práctica, aunque no formalmente, Halifax actuaba como viceministro de Asuntos Exteriores para Eden. En general se llevaban bien. Halifax y Eden estaban de acuerdo sobre la dirección que tenía que adoptar la política exterior (y en línea con la opinión prevalente por toda Gran Bretaña) de que sería difícil oponerse a la remilitarización de Renania de Alemania, su «propio patio trasero», en mayo de 1936, y debería ser bienvenida en la medida de que continuara el aparente progreso de Alemania hacia la normalidad después de las tribulaciones de los arreglos posteriores a la Primera Guerra Mundial. Consideraba que no podía evitarse debido al carácter alemán de la región y a que esto ayudaría a «normalizar» Alemania tras la traumática derrota de 1918. 
En 1936 Neville Chamberlain constató que Halifax siempre estaba diciendo que quería retirarse de la vida pública. En mayo de 1937, cuando Neville Chamberlain sucedió a Baldwin como primer ministro, Halifax se convirtió en Lord Presidente del Consejo, así como el Líder de la Cámara de los Lores que quedaba. Chamberlain comenzó, poco a poco, a intervenir directamente en la política exterior, actividad para la que su formación no lo había preparado, y que causó una creciente tensión con Eden.

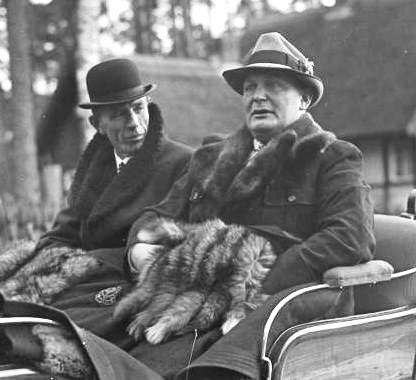
Lord Halifax con Hermann Göring en Schorfheide, Alemania, 20 de noviembre de 1937.

En su capacidad como máster de la Middleton, Halifax aceptó una invitación de Hermann Göring para ir a la exposición de caza en Berlín y cazar zorros en Pomerania en noviembre de 1937. Halifax más tarde constataría que, lejos de ser esto un intento de Chamberlain de saltarse al Foreign Office, Eden le había presionado para que aceptara. Halifax no estuvo muy de acuerdo con la forma en que se arregló el encuentro. Göring era un apasionado cazador y le dio a Halifax el apodo de Halalifax, después Halali!, una llamada de caza alemana, pero Halifax fue públicamente y correctamente considerado como que actuaba en nombre del gobierno británico para renovar el diálogo con el gobierno alemán.
Al llevarle a conocer a Adolf Hitler en Berchtesgaden, Halifax casi creó un incidente pues casi le entregó su abrigo a él, creyendo que era un lacayo: «Cuando miré por la ventanilla, al nivel del ojo, vi en el medio del camino un par de piernas enfundadas en pantalones negros, acabando en medias de seda y zapatillas. Asumí que era un lacayo que había venido a ayudarme a salir del coche y subir las escaleras y estaba procediendo sin prisas para que yo saliera del coche cuando oí a von Neurath o alguien lanzando un ronco susurro en mi oído de Der Führer, der Führer; y entonces caí que no eran las piernas de un lacayo sino de Hitler». Le siguió un encuentro largo y punzante con el Führer. Al discutir con Hitler, Halifax habló de «posibles alteraciones en el orden europeo que podían estar destinadas a ocurrir con el paso del tiempo». Ignorando las reservas de Eden no objetaba en principio a las intenciones de Hitler sobre Austria y partes de Checoslovaquia y Polonia, aunque señaló que solo serían aceptables procesos pacíficos de cambio.
Escribiendo a Baldwin sobre el tema de conversación entre Karl Burckhardt (el comisionado de Danzing ante la Liga de Naciones) y Hitler, Halifax dijo, «¡El nacionalismo y el racismo es una fuerza poderosa pero no puedo sentir que sean innaturales o inmorales! ¡No puedo dudar que estos tipos odian sinceramente el comunismo, etc.! ¡Y me atrevo a decir que si estuviérasmos en su lugar podríamos sentir lo mismo!» En diciembre de 1937, Halifax le dijo al gabinete que «deberíamos estar en buenos términos con Alemania», pues a pesar de todos los esfuerzos de Eden y Chamberlain, Gran Bretaña aún se enfrentaba a la perspectiva de guerra con Alemania, Italia y Japón.
Para febrero de 1938, Halifax advirtió a Chamberlain de tensiones en el gabinete, e intentó llegar a un acuerdo entre Chamberlain y Eden. Eden dimitió como Ministro de Asuntos Exteriores el 20 de febrero, en protesta por el deseo de Chamberlain de hacer aún más concesiones a Benito Mussolini, a quien Eden consideraba un gánster indigno de confianza, sin gestos de buena fe por su parte. Halifax fue nombrado ministro de Asuntos Exteriores el 21 de febrero. Hubo algo de crítica por los laboristas y otros lugares de que un trabajo tan importante se le entregara a un par.
Halifax comentó «He tenido suficiente vituperación para toda una vida» (esto es, como virrey de la India) antes de aceptar el cargo de ministro de Asuntos Exteriores. Chamberlain lo prefería a él antes que al nervioso Eden, comentando que «Agradezco a Dios un firme y calmado Ministro de Exteriores».

### Secretario de Asuntos Exteriores

#### Análisis
La línea política de Halifax como secretario de Asuntos Exteriores debe verse en el contexto de la política exterior británica de la época, que se basaba en un amplio consenso de que en ninguna de las democracias había apoyo popular por la guerra, presión militar o incluso rearme. Se debatió sobre hasta qué punto se podría llegar a dividir los muy diferentes intereses de las dictaduras. Estaba claro que el alineamiento de Alemania e Italia dividiría las fuerzas británicas en cualquier guerra general y que, sin al menos una Italia neutral, el Reino Unido sería incapaz de trasladar grandes fuerzas navales al este para enfrentarse con Japón, dado el rechazo de Japón a ayudar. Para muchos, especialmente en el Foreign Office, el apaciguamiento era un compromiso necesario para ganar tiempo para rearmarse, un proceso con el que el Reino Unido estaba ya profundamente comprometido. Otros, especialmente Churchill, confiaban en que una fuerte alianza militar con Francia permitiría una política exterior más fuerte hacia los dictadores. Muchos compartían la confianza de Churchill en el gran ejército francés, aunque menos aún compartían su creencia en que Francia fuera un aliado resistente.
Chamberlain abrazó la política de apaciguamiento como una fuerza moral por el bien, como hicieron muchos otros que se oponían profundamente a la guerra y gasto en defensa. En comparación, la política de Halifax parece más pragmática, como la de Samuel Hoare, emparejada con un firme compromiso hacia el rearme, aunque sin demasiado entusiasmo. Todos los partidos reconocieron la hostilidad de la opinión pública a la guerra o preparativos militares, y la dificultad de actuar sin que Estados Unidos o la Unión Soviética estuvieran dispuestos a desempeñar su papel (el Partido Laborista opuesto al rearme hasta bastante después de los Acuerdos de Múnich). Pese a todo, Halifax fue criticado como un apaciguador, junto con Chamberlain, Hoare, y otros doce, en el libro anónimo de 1940 Guilty Men.

#### Múnich

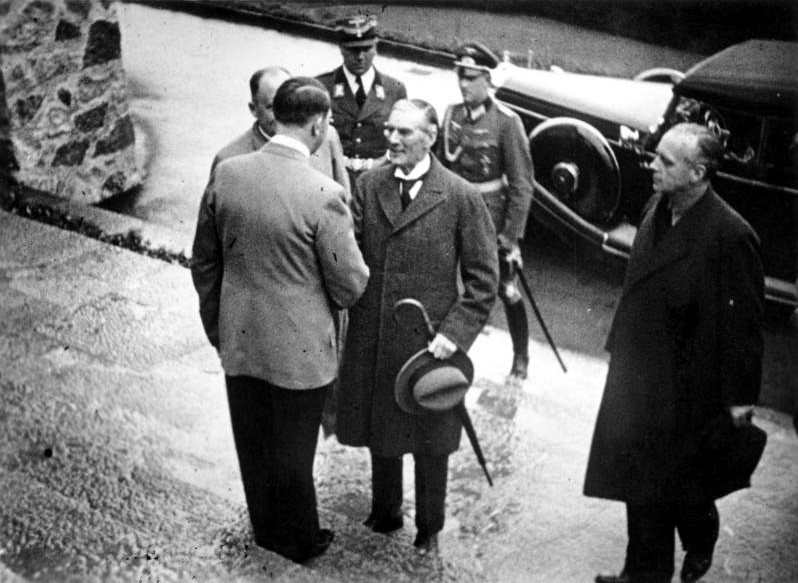
Adolf Hitler da la bienvenida al primer ministro británico Neville Chamberlain en las escaleras del Berghof, 15 de septiembre de 1938 durante la crisis sobre Checoslovaquia. Joachim von Ribbentrop está a la derecha.

La anexión de Austria por parte de Hitler en marzo de 1938 inclinó a Halifax más hacia el rearme. Checoslovaquia era claramente lo siguiente en los planes, pero ni el Reino Unido ni Francia tenían la voluntad política para apoyarla, y en el verano de 1938, Halifax todavía quería instar a los checos en privado a que hicieran concesiones a Alemania, que estaba haciendo demandas sobre los alemanes de los Sudetes.
Halifax permaneció en Londres y no acompañó a Chamberlain en sus dramáticos vuelos a Alemania en el otoño de 1938. Esto fue visto entonces como un signo del dominio de Chamberlain sobre su gabinete.
Parece que una conversación franca con su belicoso Secretario Permanente, Sir Alexander Cadogan, llevó a Halifax a darse cuenta nítidamente de que el camino hacia el apaciguamiento había llevado al Reino Unido a una serie de concesiones que eran insensatas y que no era probable que asegurasen la necesidad de pacificación de Alemania.
El 25 de septiembre de 1938, Halifax habló en el gabinete contra las infladas demandas presentadas por Hitler en Bad Godesberg, su segundo encuentro en la cumbre con Chamberlain. Se sabe ahora que Halifax, por influencia de Cadogan, convenció al gabinete para rechazar los términos de Bad Godesberg. El Reino Unido y Alemania llegaron casi a la guerra hasta que Chamberlain voló a Múnich. Chamberlain podía difícilmente permitirse perder a un segundo ministro de Exteriores, y su dominio sobre el gabinete nunca volvió a ser tan abrumador.
Los Acuerdos de Múnich que al final se alcanzaron, firmados después del tercer encuentro en la cumbre de Chamberlain con Hitler, fueron aparentemente populares en todo el mundo y humillantes para muchos en el gobierno británico, pero no satisfacía los deseos de Hitler (y las concesiones propuestas por Chamberlain) e incrementó la decisión de Hitler de volver para destrozar Checoslovaquia en la primavera.
El 3 de octubre de 1938, Halifax defendió los acuerdos de Múnich en la Cámara de los Lores, en términos mucho más comedidos de lo que había hecho el primer ministro, no como un triunfo sino como el menor de dos males.
La crisis de Múnich había visto a Halifax empezar a adoptar una línea más fuerte que Chamberlain contra más concesiones a Alemania. Andrew Roberts argumenta que desde este momento en adelante, Halifax se posicionó firmemente en una política de disuasión. Confiaba en que el incrementado rearme —incluyendo el fortalecimiento de alianzas con y apoyo económico a los países de Europa Oriental, y la reintroducción del reclutamiento— junto con una línea más firme hacia Alemania, Italia y Japón reducirían los riesgos de que esas tres potencias hostiles actuaran juntas. (Debe señalarse que, cuando la guerra empezó, ni Japón ni Italia estaban preparados para unirse hasta que el péndulo se había decantado muy lejos en favor de Alemania).

#### Después de Múnich
Tras Múnich, Halifax (con éxito) aconsejó a Chamberlain que no capitalizase su popularidad convocando unas apresuradas elecciones generales; en lugar de eso le urgió (en vano) para que Chamberlain ampliase la Coalición Nacional ofreciendo puestos no solo a Churchill y Eden sino también a figuras laboristas y liberales. Halifax también estaba disgustado por el pogromo antijudío de la Kristallnacht (10 de noviembre). Defendió la ayuda financiera británica a los países de Europa central y oriental para disuadirles de caer bajo la influencia de Alemania.
Con la falta de compromiso de Hitler en relación con los acuerdos de Múnich se hizo cada vez más evidente, Halifax trabajó firmemente para reunir una posición británica más fuerte, empujando a Chamberlain a dar pasos económicos para apuntalar los intereses británicos en Europa Oriental y prevenir que suministros militares adicionales llegaran a Alemania, como tungsteno.
En enero de 1939, Halifax acompañó a Chamberlain a Roma a negociaciones con Mussolini. Ese mes Halifax impulsó conversaciones con Francia, en vista del peligro de guerra tanto con Alemania como con Italia al mismo tiempo. Después de que Hitler rompiera los acuerdos de Múnich y ocupara el cuarto trasero de «Checo-Eslovaqua» (el guion fue añadido después de Múnich), Chamberlain dio un discurso en Birmingham el 17 de marzo de 1939, comprometiendo al Reino Unido a ir a la guerra por defender Polonia. Halifax había sido uno de los conductores en este cambio de política. Para marzo de 1939, Eden, entonces sin cargos, observó que gracias a Halifax el gobierno está «haciendo ahora lo que nosotros querríamos».
Halifax otorgó una garantía a Polonia el 31 de marzo de 1939, impulsado por un conocimiento alarmante sobre los preparativos alemanes, en la confianza de enviar señales claras a Alemania de que, en palabras de Halifax, no habría «más Múnichs».
El Foreign Office averiguó a principios de abril de 1939 que Italia iba a invadir Albania. En un encuentro del gabinete el 5 de abril de 1939, Halifax rechazó estas informaciones. Dos días más tarde, Italia invadió Albania; Halifax se encontró con Sir Alexander Cadogan y «decidimos que no podíamos hacer nada para detenerlo».
Aunque a él no le gustaba el régimen soviético, no solo por su ateísmo, Halifax fue más rápido que Chamberlain en darse cuenta de que el Reino Unido debía intentar aliarse con la URSS. Las negociaciones (en el verano de 1939) fracasaron, y en lugar de eso la URSS se alió con Alemania el 23 de agosto. Se ha sugerido que Halifax tendría que haber llevado las negociaciones por sí mismo. Con Polonia ahora probablemente destinada a ser dividida entre Alemania y la URSS (como pronto ocurriría), el diarista «Chips» Channon, PPS para el ministro júnior de Halifax Rab Butler, escribió (el 25 de agosto de 1939) que «el barómetro de la guerra siguió oscilando» y que «la garantía polaca era el proyecto favorito de [Halifax] y ahijado dilecto» (Butler se oponía a la garantía).
Cuando Alemania invadió Polonia, Halifax rechazó toda negociación mientras las tropas alemanas permanecieran en suelo polaco. Sin embargo, siguió firme con Chamberlain, quien retrasó dar un compromiso de ir a la guerra antes de que los franceses se comprometieran también. Los dos eran los objetos de la revuelta del gabinete que insistían en que el Reino Unido honrase la garantía con Polonia. El Reino Unido declaró la guerra a Alemania el 3 de septiembre de 1939.

### Guerra de broma
Después del estallido de la guerra, la diplomacia de Halifax pretendía disuadir a los soviéticos para que no se unieran formalmente al Eje. Se opuso al bombardeo de Alemania, por temor a que Alemania tomara represalias.
El mediador sueco Birger Dahlerus se había aproximado al Reino Unido para conversaciones de paz en agosto de 1939, justo antes del estallido de la guerra. De nuevo, el 1 de noviembre de 1939, Halifax replicó a un acercamiento a través de canales suecos que ninguna paz era posible con Hitler en el poder. Incluso eso suscitó la ira de Churchill, primer lord del almirantazgo, quien envió una nota privada a Halifax reprochándole que semejantes conversaciones eran peligrosas. Halifax siguió oponiéndose a cualquier clase de compromiso de paz durante la guerra de broma.
En enero de 1940, Halifax se encontró con un emisario de Ulrich von Hassell, un miembro destacado de la resistencia alemana, quien afirmó que «él personalmente estaría contra los aliados aprovechándose de una revolución en Alemania para atacar la línea Sigfrido».[cita requerida]

### Churchill como primer ministro
El 8 de mayo de 1940, el gobierno de Chamberlain sobrevivió a una moción de confianza que surgió por la situación militar, que se estaba deteriorando, en Noruega. El gobierno tenía una mayoría nominal de 213 en la Cámara: al final del «Debate de Noruega», ganaron el voto con una mayoría de solo 81; 33 conservadores y 8 de sus aliados votaron con los partidos de la oposición, y 60 se abstuvieron. Churchill sólo de mala gana había sido nombrado Primer lord del almirantazgo. A pesar de todo, organizó una fuerte y apasionada defensa de Chamberlain y su gobierno en el debate que precedió al voto.
En circunstancias ordinarias, un voto tan débil no habría sido políticamente desastroso, pero fue decisivo en una época en la que el primer ministro estaba siendo muy criticado por ambos lados de la Cámara y había un fuerte deseo por la unidad nacional. Hablando con Churchill después de la votación, Chamberlain admitió su desaliento y dijo que intentaría un gobierno de coalición con los partidos laboristas y liberales, pero Churchill se opuso a ello.
A las 10.15 a. m. de la mañana siguiente (9 de mayo), Chamberlain se encontró con Halifax y Churchill en la habitación de gabinete. El propio relato de Churchill de estos eventos, publicado ocho años después en The Gathering Storm, el primer volumen de su La Segunda Guerra Mundial, no coincide exactamente con los relatos contemporáneos como el del propio diario de Halifax y el registro de Alexander Cadogan de sus conversaciones con Halifax, o relatos dados por Chamberlain o por el jefe del whip David Margesson (cuya presencia en la reunión no menciona Churchill). Churchill describe una batalla de voluntades en la que Chamberlain se opuso al encuentro arguyendo que Churchill no podía obtener el apoyo del partido laborista después de tener que defender el gobierno en el debate de Noruega, solo para encontrarse con un largo silencio ante Halifax, con cierta duda, expresó su propia inadecuación para el trabajo. Otros testigos describen a Halifax poniendo reparos mucho más rápidamente, y Churchill estuvo de acuerdo con él activamente. Churchill también confunde las fechas de los acontecimientos del 9 de mayo al día siguiente, y aunque su ayudante de escritura William Deakin aceptó la responsabilidad por este error él más tarde confirmó, en una entrevista en 1989, que el relato de Churchill fue embellecido después de contarlo numerosas veces y no pretendía ser tomado en serio.
La descripción de Chamberlain intentó convencer a Churchill de que se mostrara conforme con el nombramiento de Halifax como primer ministro es también difícil de reconciliar con que Halifax hubiese expresado su reparo a hacerlo a Chamberlain en un encuentro entre los dos hombres en la mañana del día 9.
A las 4.30 p. m. esa tarde Chamberlain tuvo otro encuentro, al que acudieron Halifax, Churchill, y el líder y el vicelíder de la oposición laborista (Clement Attlee y Arthur Greenwood respectivamente). Pidió a los líderes laboristas si estarían de acuerdo en servir en un gobierno de coalición. Replicaron que podría ser posible pero solo con un primer ministro diferente y que antes de que pudieran dar una respuesta oficial, necesitarían la aprobación del Comité ejecutivo nacional de los laboristas, entonces en Bournemouth preparándose para la conferencia anual que iba a empezar el lunes. Se les pidió que telefonearan con el resultado de la consulta a la tarde siguiente.
En la entrada de su diario para el 9 de mayo, escrito a la mañana siguiente, Halifax escribió más tarde:

No tenía ninguna duda, dentro de mi mente, que para mí sucederlo crearía una situación bastante imposible. Totalmente alejado de las cualidades de Churchill en comparación con la mía en este particular punto crítico, ¿cuál sería en realidad mi posición? Churchill llevaría Defensa, y en esta conexión uno no podría sino recordar la relación entre Asquith y Lloyd George se había roto en la primera guerra... Debería convertirme rápidamente en un primer ministro más o menos honorario, viviendo en una especie de crepúsculo justo en el exterior de las cosas que realmente importan.

Los líderes laboristas telefonearon a las 5 p. m. del día 10 para contar que el partido participaría en un gobierno de coalición, aunque tenía que ser bajo el liderazgo de alguien que no fuera Chamberlain. En consecuencia, Chamberlain fue al palacio de Buckingham para entregar su dimisión, recomendando al rey que le encargara a Churchill la formación de gobierno. Al hacerlo así, una de las primeras acciones de Churchill fue formar un nuevo gabinete de guerra, más pequeño, reemplazando a seis de los políticos conservadores con Greenwood y Attlee, conservando solo a Halifax y Chamberlain.
La posición política de Churchill era débil, aunque era popular con los partidos laborista y liberal por su posición contra el apaciguamiento en los años treinta. Sin embargo, era impopular en el partido conservador, y puede que no fuera la elección del rey. Halifax tuvo el apoyo de la mayor parte del partido conservador y del rey y fue aceptable para el partido laborista. Su posición como par era una barrera meramente técnica dada la escala de la crisis, y Churchill supuestamente estaba deseando servir bajo Halifax. Como Lord Beaverbrook dijo, «Chamberlain quería a Halifax. Los laboristas querían a Halifax. Sinclair quería a Halifax. Los lores querían a Halifax. El rey quería a Halifax. Y Halifax quería a Halifax». Sólo la última sentencia era incorrecta, sin embargo; Halifax no quería convertirse en primer ministro. Creía que la energía de Churchill y su talento para el liderazgo eran superiores a los suyos.
A diferencia de Simon, Hoare y Chamberlain, Halifax no era objeto del odio laborista en mayo de 1940. Dutton argumenta que él «retrocedió» por su «baja autoestima interior». «La ambición política nunca había sido la motivación más convincente». Tuvo dolor de estómago, posiblemente psicosomático, ante la idea de convertirse en primer ministro, y también probablemente pensaba que él podía hacer uso de más influencia como segundo de Churchill. Como Chamberlain, sirvió en el gabinete de Churchill pero se exasperó frecuentemente por el estilo de Churchill de hacer negocios. Como muchos otros, Halifax tuvo serias dudas sobre el juicio de Churchill.

### Crisis del gabinete de guerra de 1940
Alemania invadió Bélgica, los Países Bajos, y Francia el 10 de mayo de 1940, el día en que Churchill fue nombrado primer ministro. El 22–23 de mayo, el ejército alemán alcanzó el canal de La Mancha, aislando a la Fuerza expedicionaria británica. Churchill pronto se enfrentó con Halifax quien creía que el Reino Unido debería intentar negociar un acuerdo de paz con Hitler, en vista de la exitosa invasión alemana de Francia y el asedio de las fuerzas británicas en Dunkerque, usando a Mussolini de intermediario. Creía que era mejor intentar llegar a acuerdos «salvaguardando la independencia de nuestro imperio, y si es posible la de Francia», en la creencia de que las conversaciones de paz harían más fácil conseguir llevarlos a casa. No creía que hubiera ninguna oportunidad realista de derrotar a Alemania. Churchill no estuvo de acuerdo, creyendo que «las naciones que caen luchando se alzan de nuevo, pero las que se rinden dócilmente están acabadas» y que era improbable que Hitler cumpliera ningún acuerdo. Más aún, creía que esta era la perspectiva del pueblo británico.
El 24 de mayo, Hitler emitió la orden para que sus ejércitos se detuvieran antes de llegar a Dunquerque. Dos días más tarde, las armadas británica y francesa empezaron una evacuación de las fuerzas aliadas, ayudadas por la Royal Air Force. Entre el 25 y el 28 de mayo, Churchill y Halifax lucharon por hacer que el resto del gabinete de guerra británico alrededor de sus respectivos puntos de vista; para el 28 de mayo, parecía que Halifax tenía las de ganar y que Churchill podría verse obligado a dejar el cargo. Halifax estuvo próximo a la dimisión, lo que podría haber hecho caer al gobierno de Churchill.
Sin embargo, Churchill ganó la partida a Halifax convocando una reunión de los 25 miembros del gabinete externo, ante quienes pronunció un discurso apasionado, diciendo, «Si la larga historia de esta isla nuestra va a terminar por fin, que acabe solo cuando cada uno de nosotros esté ahogándose en su propia sangre en el suelo», convenciendo a todos los presentes de que el Reino Unido debía luchar contra Hitler a cualquier coste. Churchill también obtuvo el respaldo de Neville Chamberlain, que aún era el líder del partido conservador.
Churchill dijo al gabinete de guerra que no habría negociaciones de paz. Halifax había perdido. Unas pocas semanas más tarde, en julio de 1940, Halifax rechazó las ofertas de paz alemanas presentadas a través del nuncio papal en Berna y los primeros ministros portugués y finlandés.
Halifax escribió en sus memorias durante unas breves vacaciones en Yorkshire:

Semejante interludio a principios de junio de 1940 está para siempre grabada en mi memoria. Fue justo después de la caída de Francia, un acontecimiento que en aquella época en que pasó parecí algo increíble hasta el punto de ser algo seguramente irreal, y si no irreal entonces algo catastrófico de manera bastante difícil de medir. Dorothy y yo habíamos pasado una encantadora tarde de verano paseando por los Wolds, y de camino a casa nos sentamos al sol durante media hora en un punto desde el que se veía la llanura de York. Todo el paisaje del primer plano más cercano era familiar —sus vistas, sus sonidos, sus aromas; difícilmente un campo que no recordara alguna semi-olvidada forma de asociación; el pueblo de tejados rojos y las aldeas cercanas, reunidas como si estuvieran en compañía alrededor de la vieja iglesia de piedra gris, donde hombres y mujeres como nosotros, ahora hace tiempo muertos y olvidados, se habían en el pasado arrodillado para rezar y venerar. Aquí en Yorkshire estaba un verdadero fragmento de la Inglaterra imperecedera, como los blancos acantilados de Dover, o cualquier otra parte de nuestra tierra que los ingleses han amado. Entonces vino la pregunta, ¿es posible que la bota militar prusiana forzase su entrada a este campo para pisar y aplastarla a voluntad? El simple pensamiento parecía un insulto y un salvajada; casi como si a cualquiera le condenaran a ver violada a su madre, esposa o hija.

## Embajador en los Estados Unidos
Cuando Chamberlain se retiró del gabinete debido a su mala salud, Churchill intentó acomodar a Halifax fuera del Foreign Office ofreciéndole un trabajo como vice primer ministro de facto, viviendo en el 11 de Downing Street. Halifax lo rechazó, aunque se mostró conforme en convertirse en líder de los lores de nuevo.
En diciembre de 1940, el marqués de Lothian, embajador británico a los Estados Unidos, murió de repente. Churchill le dijo a Halifax que asumiera el trabajo, con la previsión de que pudiera aún atender a las reuniones del gabinete de guerra cuando estuviera en casa de permiso en Londres. El secretario de Churchill John Colville anotó el 20 de diciembre que Churchill pensaba que el trabajo en Washington era una gran oportunidad para Halifax ayudara a atraer a los Estados Unidos a la guerra. Colville apuntó la opinión de Churchill de que Halifax «nunca superará la vergüenza de la reputación de apaciguamiento que él y el F.O. se habían ganado aquí. No tiene futuro en este país». Colville pensó que a Churchill le influían los informes mensuales de la censura, que mostraban que Halifax había heredado parte de la impopularidad de Chamberlain. Halifax fue el último hombre asociado con el apaciguamiento que dejó el gabinete, pues Chamberlain ya había muerto para entonces, y tanto Hoare como Simon ya habían pasado a otros trabajos. Halifax y su esposa desesperadamente intentaron convencer a Eden de que tomara el trabajo en Washington en su lugar, pero sin éxito. Eden fue restaurado al Foreign Office en lugar de Halifax, y Halifax marchó a los aún neutrales Estados Unidos en enero de 1941.

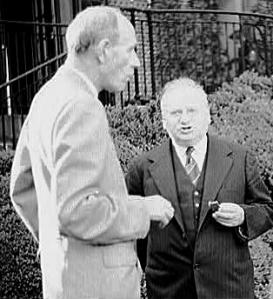
Halifax y el embajador soviético Maxim Litvinov en una fiesta en el jardín en Washington D. C. en 1942

El presidente Franklin D. Roosevelt le dio la bienvenida en persona cuando llegó. Dejando a un lado los protocolos diplomático, Roosevelt llevó el yate presidencial el Potomac a darle la bienvenida a Halifax cuando su barco llegó a puerto en la bahía de Chesapeake. Inicialmente, Halifax se perjudicó a sí mismo con una serie de desastres en relaciones públicas. Dos semanas después de su llegada a los Estados Unidos, Halifax fue a la colina del Capitolio, encontrándose con los líderes del Congreso y del Senado. Al marcharse, Halifax le dijo a los reporteros que él había inquirido sobre el programa para la aprobación de la Ley de Préstamo y Arriendo. Los aislacionistas aprovecharon los encuentros para censurar el entrometimiento británico en los asuntos políticos estadounidenses. Comparaba la política de Washington a «un día desordenado de tiroteos de conejos».
Halifax fue inicialmente una figura pública cauta y reservada, no un diplomático público efectivo como su predecesor. Sus relaciones con Roosevelt fueron satisfactorias, pero Halifax mantuvo un perfil bajo. La cercana relación de Churchill con los Estados Unidos y su implicación en una comunicación personal con el presidente significaban un papel más restringido para el embajador británico. La tecnología de la comunicación permitía que Churchill se comunicara directamente con Roosevelt y fuera un visitante regular en Washington.
El primo de Halifax Angus McDonnell le ayudó a hacerse un sitio, y pronto lideró un esfuerzo de propaganda muy efectivo. Incluso un incidente que ese otoño donde le tiraron con huevos podridos y tomates por los aislacionistas ayudaron a su reputación a largo plazo. Mantuvo buenas relaciones con Roosevelt y Harry Hopkins, y recorrió el país, encontrándose con muchos más estadounidenses normales y corrientes que lo que había hecho su predecesor. Se hizo particularmente popular después de Pearl Harbor.

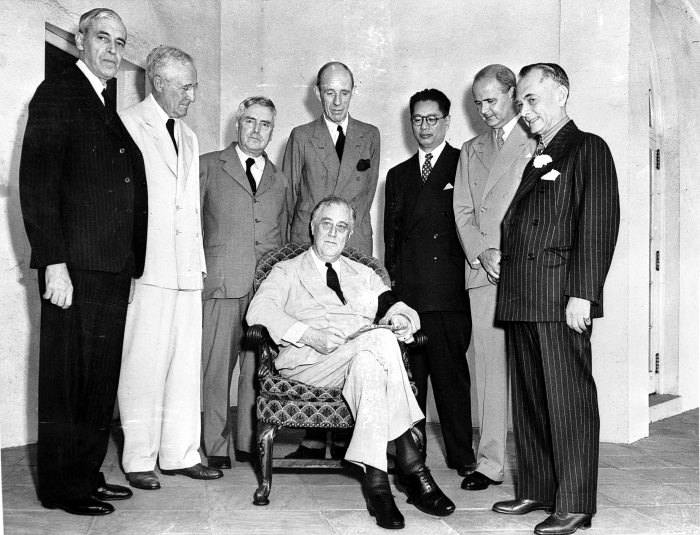
Lord Halifax en el medio (detrás un Franklin D. Roosevelt sentado) como un miembro del Consejo de guerra del Pacífico.

Las relaciones también se volvieron progresivamente hacia los temas militares canalizados a través del secretariado de los jefes de Estado mayor conjunto en Washington. Halifax se cansó de Washington, especialmente después de la muerte en acción de su hijo mediano Peter en noviembre de 1942, y la serie herida de su hijo menor, Richard en enero de 1943. En marzo de 1943 en vano pidió a Anthony Eden que lo relevase de su puesto, pero tuvo que quedarse.
En mayo de 1944 fue nombrado Conde de Halifax, la cuarta creación del título.
Halifax tomó parte en una plétora de conferencias internacionales sobre las Naciones Unidas y la Unión Soviética.
Con los laboristas en el poder con Clement Attlee desde julio de 1945, Halifax estuvo de acuerdo con la petición del ministro de Exteriores Ernest Bevin de quedarse hasta mayo de 1946. En febrero de 1946, estuvo presente en el discurso de Churchill sobre el «telón de acero» en Fulton (Misuri), sobre el cual no estaba totalmente de acuerdo. Creía que el punto de vista de Churchill sobre la amenaza soviética era exagerada y le instó a ser más conciliador. También ayudó a John Maynard Keynes a negociar el préstamo anglo-americano, que estuvo terminado en julio de 1946.
El último año de su embajada también fue testigo de la transición a la presidencia de Harry S. Truman. Aquellos años contuvieron momentos tensos y desafíos para la relación, a medida que el poder estadounidense eclipsaba al de Gran Bretaña, y los intereses y derechos británicos eran ignorados en ocasiones, en particular, el cese de la cooperación nuclear después de la construcción de la bomba atómica. Sin embargo, la alianza de la Segunda Guerra Mundial fue inmensamente exitosa y tan estrecha como cualquier otra alianza semejante. Era un puesto exigente en cualquier caso, pero Halifax pudo con razón pretender que desempeñó su papel, y disfrutó de una estancia notablemente más larga que su menos exitoso sucesor, Archibald Clark Kerr, I barón Inverchapel.

## Vida posterior
De vuelta al Reino Unido, Halifax rechazó unirse a la primera bancada de los conservadores, arguyendo que sería inapropiado pues había trabajado para el gobierno laborista que entonces estaba aún a cargo. El gobierno laborista estaba proponiendo que la India se volviera completamente independiente para mayo de 1948 (más tarde se adelantó a agosto de 1947) sin planes para proteger a las minorías. El vizconde Templewood (como era conocido para entonces Samuel Hoare) se opuso al plan, pero Halifax defendió al gobierno, argumentando que no era apropiado oponerse al plan si no se sugería una alternativa. Convenció a muchos pares vacilantes de que apoyaran al gobierno.
Retirado regresó a propósitos principalmente honorarios. Fue canciller de la Orden de la Jarretera. Era un gobernador activo de Eton y canciller de la universidad de Oxford. Fue un miembro honorario de All Souls desde 1934. Fue canciller de la universidad de Sheffield y High Steward de Westminster. Fue Master de la Caza de Middleton, presidente de la Pilgrims Society, una sociedad dedicada a mejorar las relaciones anglo-americanas. Desde 1947 fue presidente del Consejo asesor general de la BBC. Desde 1957 fue Grand Master de la Orden de San Miguel y San Jorge.
Para mediados de los años cincuenta su salud estaba decayendo. Uno de sus últimos grandes discursos en la Cámara de los Lores fue en noviembre de 1956, cuando él criticó la política de Suez del gobierno y el daño que estaba haciendo a las relaciones anglo-estadounidenses. Hizo poco por desafiar el punto de vista crítico de apaciguamiento que entonces estaba de moda. Su autobiografía de 1957 Fulness of Days fue descrita en el Dictionary of National Biography como «suavemente evasiva». David Dutton lo describe como «un libro extremadamente reticente que añadía poco a la documentación histórica». Dio la impresión de que había sido el leal subordinado de Chamberlain, omitiendo mencionar su papel en cambiar la política en la primavera de 1939.
Murió de un ataque al corazón en su finca en Garrowby el 23 de diciembre de 1959, a los 78 años de edad. Su viuda lo sobrevivió hasta 1976.
Halifax había vendido Temple Newsam a la ciudad de Leeds por mucho menos que su valor de mercado en 1925, y en 1948 donó 164 de sus pinturas a un museo que se abrió allí por el Consejo de la ciudad de Leeds. Su testamento fue valorado para la sucesión en £338,800 10s 8d (sin incluir la tierra vinculada - tierra en fideicomiso familiar de manera que ningún individuo tiene pleno control sobre ella), equivalente a alrededor de £7m a precios de 2016. A pesar de su gran riqueza, Halifax fue notoriamente agarrado con el dinero. Rab Butler contaba una historia de cómo él habiéndose encontrado en una ocasión con Halifax, su jefe en aquella época. Un oficial trajo dos tazas de té y cuatro biscotes para ellos; Halifax devolvió dos de los biscotes, instruyendo al oficial que no le cobrasen por ellos.

## Valoración
Halifax no podía pronunciar sus «erres». Tenía encanto profesional y la natural autoridad de un aristócrata, esto último ayudado por su inmensa altura.
Harold Begbie describió a Halifax como «la clase más alta de inglés que hay hoy en la política» cuya «vida y doctrina estaban en total armonía con un principio moral muy idealista, pero que no tiene un juicio severo sobre los hombres que yerran y se extravían».
Harold Macmillan dijo que Halifax poseía una «naturaleza dulce y cristiana».
Rab Butler lo llamó «esta extraña e imponente figura —medio santo inocente, medio político astuto».
En 1968, se hizo pública la documentación oficial relativa a los años de Halifax como ministro de Exteriores (la «norma de los cincuenta años» fue reemplazada por la «regla de los treinta años»). El historiador conservador Maurice Cowling arguyó que la posición de Halifax de creciente resistencia a Hitler, especialmente la garantía polaca en la primavera de 1939, fue motivada no tanto por consideraciones de estrategia sino por una necesidad de sobrevivir a un cambio de la opinión pública británica. Escribió en 1975: «Para la historia, hasta ayer, Halifax fue el archi-apaciguador. Esto, se reconoce ahora, fue un error. Su papel, sin embargo, fue complicado. En estas páginas no es el hombre que detuvo la podredumbre, sino la personificación de la sabiduría conservadora que decidió que había que parar a Hitler debido a que no se podía detener a los laboristas de otra forma».
David Dutton argumenta que Halifax, como Chamberlain, tardó en apreciar la pura maldad de Hitler y confiaba en demasía en que la negociación podía dar resultados. Su periodo como ministro de Exteriores fue «el momento más importante de su carrera y sigue siendo el periodo del que al final depende su reputación histórica»; así como Eden salvó su reputación dimitiendo a tiempo, Halifax dañó la suya siendo ministro de Exteriores en 1938–40. «Merece algo de crédito por abandonar, o al menos por modificar decisivamente, la política de apaciguamiento». Su rechazo a asumir el liderazgo en mayo de 1940 fue «el más significativo acto de su larga carrera». Argumenta que más tarde ese mes, lejos de ser un potencial Quisling, Halifax basó su política en consideraciones racionales, y que «sobre bases racionales, hay mucho que decir por la línea del ministro de Exteriores de que el Reino Unido debía al menos haber investigado qué términos de paz iban a ofrecerse». Sin embargo, su «papel más importante en la vida pública» fue, desde la perspectiva de Dutton, como embajador en los Estados Unidos, donde ayudó a suavizar una relación que era «a menudo más tensa que lo que las primeras interpretaciones… tendían a sugerir».
Halifax College en la Universidad de York recibe su nombre por él. Lady Irwin College, un college para mujeres en Delhi, fue establecido bajo el mecenazgo de Dorothy, Lady Irwin en 1931.

## Denominaciones

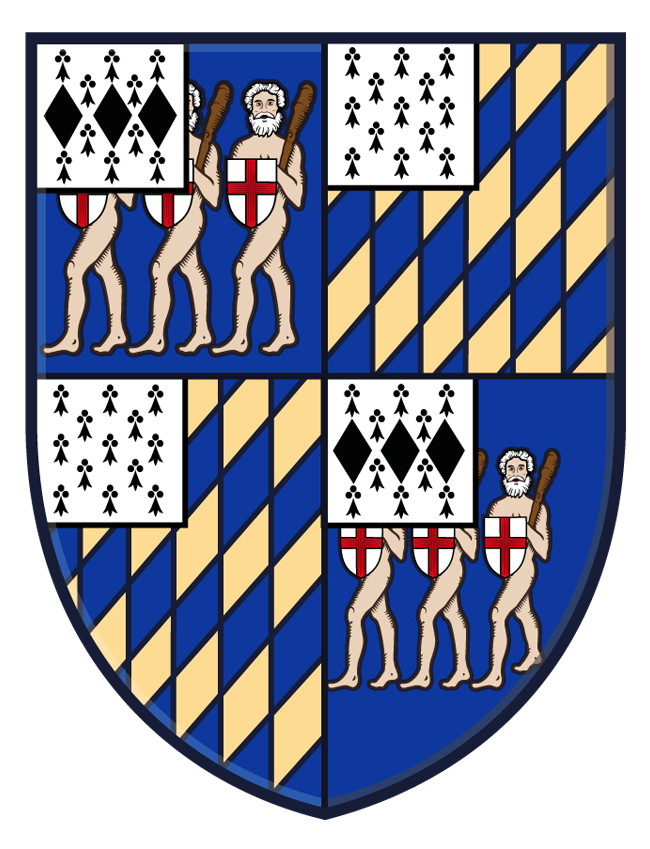
Armas del Rt Hon Edward Frederick Lindley Wood, I conde de Halifax

- 16 de abril de 1881 - 8 de agosto de 1885: Edward Frederick Lindley Wood
- 8 de agosto de 1885 - 1910: El Hon. Edward Frederick Lindley Wood
- 1910 - 25 de octubre de 1922: El Hon. Edward Frederick Lindley Wood MP
- 25 de octubre de 1922 - 22 de diciembre de 1925: El Rt. Hon. Edward Frederick Lindley Wood MP[46]
- 22 de diciembre de 1925 - 3 de abril de 1926: El Rt. Hon. The Lord Irwin PC[47]
- 3 de abril de 1926 - 18 de abril de 1931: Su excelencia el Rt. Hon. The Lord Irwin PC, virrey y gobernador general de la India[48]
- 18 de abril de 1931 - 19 de enero de 1934: El Rt. Hon. Lord Irwin PC
- 19 de enero de 1934 - Diciembre de 1940: El Rt. Hon. vizconde Halifax PC
- Diciembre de 1940 - 1944: Su excelencia el Rt. Hon. el vizconde Halifax PC, HM embajador ante los Estados Unidos de América
- 1944-1946: Su excelencia el Rt. Hon. el conde de Halifax PC, HM embajador de los Estados Unidos de América
- 1946-1959: El Rt. Hon. el conde de Halifax PC

## Honores
- Honores de Edward Wood, I conde de Halifax

## Matrimonio y familia
Halifax se casó con Dorothy Evelyn Augusta Onslow (1885-1976), hija de William Onslow, IV conde de Onslow, antiguo gobernador general de Nueva Zelanda, el 21 de septiembre de 1909.
Tuvieron cinco hijos juntos:
- Anne Dorothy Wood, OBE, JP (31 de julio de 1910 - 25 de marzo de 1995); se casó con Charles Duncombe, III conde de Feversham, el 14 de diciembre de 1936.[50]
- Mary Agnes Wood (31 de julio de 1910 - 3 de agosto de 1910)
- Charles Ingram Courtenay Wood, II conde de Halifax (3 de octubre de 1912 - 19 de marzo de 1980)
- Mayor Hon. Francis Hugh Peter Courtenay Wood (n. 5 de octubre de 1916 - muerto en acción[51] 26 de octubre de 1942)
- Richard Frederick Wood, barón Holderness (5 de octubre de 1920 - 11 de agosto de 2002); MP en la 1950, desempeñando el cargo desde 1955.[12]

## Ancestros
| \| \| \| \| \| \| \| \| \| \| \| \| \| \| \| \| \| \| \| \| 16. Capitán Sir Charles Wood \| \| \| \| \| \| \| \| \| \| \| \| \| \| \| \| \| \| \| \| \| \| \| \| \| \| \| \| \| \| \| \| \| \| \| \| \| \| \| \| \| \| \| \| \| \| \| \| \| \| \| \| \| \| 8. Sir Francis Wood, II baronet \| \| \| \| \| \| \| \| \| \| \| \| \| \| \| \| \| \| \| \| \| \| \| \| \| \| \| \| \| \| \| \| \| \| \| \| \| \| \| \| \| \| \| \| \| \| \| \| \| \| \| \| \| \| 17. Caroline Barker \| \| \| \| \| \| \| \| \| \| \| \| \| \| \| \| \| \| \| \| \| \| \| \| \| \| \| \| \| \| \| \| \| \| \| \| \| \| \| \| \| \| \| \| \| \| \| \| \| \| \| \| \| \| 4. Charles Wood, I vizconde de Halifax \| \| \| \| \| \| \| \| \| \| \| \| \| \| \| \| \| \| \| \| \| \| \| \| \| \| \| \| \| \| \| \| \| \| \| \| \| \| \| \| \| \| \| \| \| \| \| \| \| \| \| \| \| \| 18. Samuel Buck \| \| \| \| \| \| \| \| \| \| \| \| \| \| \| \| \| \| \| \| \| \| \| \| \| \| \| \| \| \| \| \| \| \| \| \| \| \| \| \| \| \| \| \| \| \| \| \| \| \| \| \| \| \| 9. Anne Buck \| \| \| \| \| \| \| \| \| \| \| \| \| \| \| \| \| \| \| \| \| \| \| \| \| \| \| \| \| \| \| \| \| \| \| \| \| \| \| \| \| \| \| \| \| \| \| \| \| \| \| \| \| \| 2. Charles Wood, II vizconde de Halifax \| \| \| \| \| \| \| \| \| \| \| \| \| \| \| \| \| \| \| \| \| \| \| \| \| \| \| \| \| \| \| \| \| \| \| \| \| \| \| \| \| \| \| \| \| \| \| \| \| \| \| \| \| \| 20. Charles Grey, I conde de Grey \| \| \| \| \| \| \| \| \| \| \| \| \| \| \| \| \| \| \| \| \| \| \| \| \| \| \| \| \| \| \| \| \| \| \| \| \| \| \| \| \| \| \| \| \| \| \| \| \| \| \| \| \| \| 10. Charles Grey, II Conde de Grey \| \| \| \| \| \| \| \| \| \| \| \| \| \| \| \| \| \| \| \| \| \| \| \| \| \| \| \| \| \| \| \| \| \| \| \| \| \| \| \| \| \| \| \| \| \| \| \| \| \| \| \| \| \| 21. Elizabeth Grey \| \| \| \| \| \| \| \| \| \| \| \| \| \| \| \| \| \| \| \| \| \| \| \| \| \| \| \| \| \| \| \| \| \| \| \| \| \| \| \| \| \| \| \| \| \| \| \| \| \| \| \| \| \| 5. Lady Mary Grey \| \| \| \| \| \| \| \| \| \| \| \| \| \| \| \| \| \| \| \| \| \| \| \| \| \| \| \| \| \| \| \| \| \| \| \| \| \| \| \| \| \| \| \| \| \| \| \| \| \| \| \| \| \| 22. William Ponsonby, I barón Ponsonby \| \| \| \| \| \| \| \| \| \| \| \| \| \| \| \| \| \| \| \| \| \| \| \| \| \| \| \| \| \| \| \| \| \| \| \| \| \| \| \| \| \| \| \| \| \| \| \| \| \| \| \| \| \| 11. Hon. Mary Ponsonby \| \| \| \| \| \| \| \| \| \| \| \| \| \| \| \| \| \| \| \| \| \| \| \| \| \| \| \| \| \| \| \| \| \| \| \| \| \| \| \| \| \| \| \| \| \| \| \| \| \| \| \| \| \| 23. Hon. Louisa Molesworth \| \| \| \| \| \| \| \| \| \| \| \| \| \| \| \| \| \| \| \| \| \| \| \| \| \| \| \| \| \| \| \| \| \| \| \| \| \| \| \| \| \| \| \| \| \| \| \| \| \| \| \| \| \| 1. Edward Wood, I conde de Halifax \| \| \| \| \| \| \| \| \| \| \| \| \| \| \| \| \| \| \| \| \| \| \| \| \| \| \| \| \| \| \| \| \| \| \| \| \| \| \| \| \| \| \| \| \| \| \| \| \| \| \| \| \| \| 24. Rt. Rev. Reginald Courtenay \| \| \| \| \| \| \| \| \| \| \| \| \| \| \| \| \| \| \| \| \| \| \| \| \| \| \| \| \| \| \| \| \| \| \| \| \| \| \| \| \| \| \| \| \| \| \| \| \| \| \| \| \| \| 12. William Courtenay, X conde de Devon \| \| \| \| \| \| \| \| \| \| \| \| \| \| \| \| \| \| \| \| \| \| \| \| \| \| \| \| \| \| \| \| \| \| \| \| \| \| \| \| \| \| \| \| \| \| \| \| \| \| \| \| \| \| 25. Lady Elizabeth Howard \| \| \| \| \| \| \| \| \| \| \| \| \| \| \| \| \| \| \| \| \| \| \| \| \| \| \| \| \| \| \| \| \| \| \| \| \| \| \| \| \| \| \| \| \| \| \| \| \| \| \| \| \| \| 6. William Courtenay, XI conde de Devon \| \| \| \| \| \| \| \| \| \| \| \| \| \| \| \| \| \| \| \| \| \| \| \| \| \| \| \| \| \| \| \| \| \| \| \| \| \| \| \| \| \| \| \| \| \| \| \| \| \| \| \| \| \| 26. Sir Lucas Pepys, I baronet \| \| \| \| \| \| \| \| \| \| \| \| \| \| \| \| \| \| \| \| \| \| \| \| \| \| \| \| \| \| \| \| \| \| \| \| \| \| \| \| \| \| \| \| \| \| \| \| \| \| \| \| \| \| 13. Henrietta Leslie Pepys \| \| \| \| \| \| \| \| \| \| \| \| \| \| \| \| \| \| \| \| \| \| \| \| \| \| \| \| \| \| \| \| \| \| \| \| \| \| \| \| \| \| \| \| \| \| \| \| \| \| \| \| \| \| 27. Jane Elizabeth Leslie, XII condesa de Rothes \| \| \| \| \| \| \| \| \| \| \| \| \| \| \| \| \| \| \| \| \| \| \| \| \| \| \| \| \| \| \| \| \| \| \| \| \| \| \| \| \| \| \| \| \| \| \| \| \| \| \| \| \| \| 3. Lady Agnes Courtenay \| \| \| \| \| \| \| \| \| \| \| \| \| \| \| \| \| \| \| \| \| \| \| \| \| \| \| \| \| \| \| \| \| \| \| \| \| \| \| \| \| \| \| \| \| \| \| \| \| \| \| \| \| \| 28. Matthew Fortescue, II barón Fortescue \| \| \| \| \| \| \| \| \| \| \| \| \| \| \| \| \| \| \| \| \| \| \| \| \| \| \| \| \| \| \| \| \| \| \| \| \| \| \| \| \| \| \| \| \| \| \| \| \| \| \| \| \| \| 14. Hugh Fortescue, I conde Fortescue \| \| \| \| \| \| \| \| \| \| \| \| \| \| \| \| \| \| \| \| \| \| \| \| \| \| \| \| \| \| \| \| \| \| \| \| \| \| \| \| \| \| \| \| \| \| \| \| \| \| \| \| \| \| 29. Anne Campbell \| \| \| \| \| \| \| \| \| \| \| \| \| \| \| \| \| \| \| \| \| \| \| \| \| \| \| \| \| \| \| \| \| \| \| \| \| \| \| \| \| \| \| \| \| \| \| \| \| \| \| \| \| \| 7. Lady Elizabeth Fortescue \| \| \| \| \| \| \| \| \| \| \| \| \| \| \| \| \| \| \| \| \| \| \| \| \| \| \| \| \| \| \| \| \| \| \| \| \| \| \| \| \| \| \| \| \| \| \| \| \| \| \| \| \| \| 30. Rt. Hon. George Grenville \| \| \| \| \| \| \| \| \| \| \| \| \| \| \| \| \| \| \| \| \| \| \| \| \| \| \| \| \| \| \| \| \| \| \| \| \| \| \| \| \| \| \| \| \| \| \| \| \| \| \| \| \| \| 15. Hester Grenville \| \| \| \| \| \| \| \| \| \| \| \| \| \| \| \| \| \| \| \| \| \| \| \| \| \| \| \| \| \| \| \| \| \| \| \| \| \| \| \| \| \| \| \| \| \| \| \| \| \| \| \| \| \| 31. Elizabeth Wyndham \| \| \| \| \| \| \| \| \| \| \| \| \| \| \| \| \| \| \| \| \| \| \| \| \| \| \| \| \| \| \| \| \| \| \| \| \| \| \| \| \| \| \| \| \| \| \| \| \| \| \| \| |                                                  |  |  |  |  |  |  |  |  |  |  |  |  |  |  |  |
| |                                                  |  |  |  |  |  |  |  |  |  |  |  |  |  |  |  |
| | 16. Capitán Sir Charles Wood                     |  |  |  |  |  |  |  |  |  |  |  |  |  |  |  |
| |                                                  |  |  |  |  |  |  |  |  |  |  |  |  |  |  |  |
| |                                                  |  |  |  |  |  |  |  |  |  |  |  |  |  |  |  |
| | 8. Sir Francis Wood, II baronet                  |  |  |  |  |  |  |  |  |  |  |  |  |  |  |  |
| |                                                  |  |  |  |  |  |  |  |  |  |  |  |  |  |  |  |
| |                                                  |  |  |  |  |  |  |  |  |  |  |  |  |  |  |  |
| | 17. Caroline Barker                              |  |  |  |  |  |  |  |  |  |  |  |  |  |  |  |
| |                                                  |  |  |  |  |  |  |  |  |  |  |  |  |  |  |  |
| |                                                  |  |  |  |  |  |  |  |  |  |  |  |  |  |  |  |
| | 4. Charles Wood, I vizconde de Halifax           |  |  |  |  |  |  |  |  |  |  |  |  |  |  |  |
| |                                                  |  |  |  |  |  |  |  |  |  |  |  |  |  |  |  |
| |                                                  |  |  |  |  |  |  |  |  |  |  |  |  |  |  |  |
| | 18. Samuel Buck                                  |  |  |  |  |  |  |  |  |  |  |  |  |  |  |  |
| |                                                  |  |  |  |  |  |  |  |  |  |  |  |  |  |  |  |
| |                                                  |  |  |  |  |  |  |  |  |  |  |  |  |  |  |  |
| | 9. Anne Buck                                     |  |  |  |  |  |  |  |  |  |  |  |  |  |  |  |
| |                                                  |  |  |  |  |  |  |  |  |  |  |  |  |  |  |  |
| |                                                  |  |  |  |  |  |  |  |  |  |  |  |  |  |  |  |
| | 2. Charles Wood, II vizconde de Halifax          |  |  |  |  |  |  |  |  |  |  |  |  |  |  |  |
| |                                                  |  |  |  |  |  |  |  |  |  |  |  |  |  |  |  |
| |                                                  |  |  |  |  |  |  |  |  |  |  |  |  |  |  |  |
| | 20. Charles Grey, I conde de Grey                |  |  |  |  |  |  |  |  |  |  |  |  |  |  |  |
| |                                                  |  |  |  |  |  |  |  |  |  |  |  |  |  |  |  |
| |                                                  |  |  |  |  |  |  |  |  |  |  |  |  |  |  |  |
| | 10. Charles Grey, II Conde de Grey               |  |  |  |  |  |  |  |  |  |  |  |  |  |  |  |
| |                                                  |  |  |  |  |  |  |  |  |  |  |  |  |  |  |  |
| |                                                  |  |  |  |  |  |  |  |  |  |  |  |  |  |  |  |
| | 21. Elizabeth Grey                               |  |  |  |  |  |  |  |  |  |  |  |  |  |  |  |
| |                                                  |  |  |  |  |  |  |  |  |  |  |  |  |  |  |  |
| |                                                  |  |  |  |  |  |  |  |  |  |  |  |  |  |  |  |
| | 5. Lady Mary Grey                                |  |  |  |  |  |  |  |  |  |  |  |  |  |  |  |
| |                                                  |  |  |  |  |  |  |  |  |  |  |  |  |  |  |  |
| |                                                  |  |  |  |  |  |  |  |  |  |  |  |  |  |  |  |
| | 22. William Ponsonby, I barón Ponsonby           |  |  |  |  |  |  |  |  |  |  |  |  |  |  |  |
| |                                                  |  |  |  |  |  |  |  |  |  |  |  |  |  |  |  |
| |                                                  |  |  |  |  |  |  |  |  |  |  |  |  |  |  |  |
| | 11. Hon. Mary Ponsonby                           |  |  |  |  |  |  |  |  |  |  |  |  |  |  |  |
| |                                                  |  |  |  |  |  |  |  |  |  |  |  |  |  |  |  |
| |                                                  |  |  |  |  |  |  |  |  |  |  |  |  |  |  |  |
| | 23. Hon. Louisa Molesworth                       |  |  |  |  |  |  |  |  |  |  |  |  |  |  |  |
| |                                                  |  |  |  |  |  |  |  |  |  |  |  |  |  |  |  |
| |                                                  |  |  |  |  |  |  |  |  |  |  |  |  |  |  |  |
| | 1. Edward Wood, I conde de Halifax               |  |  |  |  |  |  |  |  |  |  |  |  |  |  |  |
| |                                                  |  |  |  |  |  |  |  |  |  |  |  |  |  |  |  |
| |                                                  |  |  |  |  |  |  |  |  |  |  |  |  |  |  |  |
| | 24. Rt. Rev. Reginald Courtenay                  |  |  |  |  |  |  |  |  |  |  |  |  |  |  |  |
| |                                                  |  |  |  |  |  |  |  |  |  |  |  |  |  |  |  |
| |                                                  |  |  |  |  |  |  |  |  |  |  |  |  |  |  |  |
| | 12. William Courtenay, X conde de Devon          |  |  |  |  |  |  |  |  |  |  |  |  |  |  |  |
| |                                                  |  |  |  |  |  |  |  |  |  |  |  |  |  |  |  |
| |                                                  |  |  |  |  |  |  |  |  |  |  |  |  |  |  |  |
| | 25. Lady Elizabeth Howard                        |  |  |  |  |  |  |  |  |  |  |  |  |  |  |  |
| |                                                  |  |  |  |  |  |  |  |  |  |  |  |  |  |  |  |
| |                                                  |  |  |  |  |  |  |  |  |  |  |  |  |  |  |  |
| | 6. William Courtenay, XI conde de Devon          |  |  |  |  |  |  |  |  |  |  |  |  |  |  |  |
| |                                                  |  |  |  |  |  |  |  |  |  |  |  |  |  |  |  |
| |                                                  |  |  |  |  |  |  |  |  |  |  |  |  |  |  |  |
| | 26. Sir Lucas Pepys, I baronet                   |  |  |  |  |  |  |  |  |  |  |  |  |  |  |  |
| |                                                  |  |  |  |  |  |  |  |  |  |  |  |  |  |  |  |
| |                                                  |  |  |  |  |  |  |  |  |  |  |  |  |  |  |  |
| | 13. Henrietta Leslie Pepys                       |  |  |  |  |  |  |  |  |  |  |  |  |  |  |  |
| |                                                  |  |  |  |  |  |  |  |  |  |  |  |  |  |  |  |
| |                                                  |  |  |  |  |  |  |  |  |  |  |  |  |  |  |  |
| | 27. Jane Elizabeth Leslie, XII condesa de Rothes |  |  |  |  |  |  |  |  |  |  |  |  |  |  |  |
| |                                                  |  |  |  |  |  |  |  |  |  |  |  |  |  |  |  |
| |                                                  |  |  |  |  |  |  |  |  |  |  |  |  |  |  |  |
| | 3. Lady Agnes Courtenay                          |  |  |  |  |  |  |  |  |  |  |  |  |  |  |  |
| |                                                  |  |  |  |  |  |  |  |  |  |  |  |  |  |  |  |
| |                                                  |  |  |  |  |  |  |  |  |  |  |  |  |  |  |  |
| | 28. Matthew Fortescue, II barón Fortescue        |  |  |  |  |  |  |  |  |  |  |  |  |  |  |  |
| |                                                  |  |  |  |  |  |  |  |  |  |  |  |  |  |  |  |
| |                                                  |  |  |  |  |  |  |  |  |  |  |  |  |  |  |  |
| | 14. Hugh Fortescue, I conde Fortescue            |  |  |  |  |  |  |  |  |  |  |  |  |  |  |  |
| |                                                  |  |  |  |  |  |  |  |  |  |  |  |  |  |  |  |
| |                                                  |  |  |  |  |  |  |  |  |  |  |  |  |  |  |  |
| | 29. Anne Campbell                                |  |  |  |  |  |  |  |  |  |  |  |  |  |  |  |
| |                                                  |  |  |  |  |  |  |  |  |  |  |  |  |  |  |  |
| |                                                  |  |  |  |  |  |  |  |  |  |  |  |  |  |  |  |
| | 7. Lady Elizabeth Fortescue                      |  |  |  |  |  |  |  |  |  |  |  |  |  |  |  |
| |                                                  |  |  |  |  |  |  |  |  |  |  |  |  |  |  |  |
| |                                                  |  |  |  |  |  |  |  |  |  |  |  |  |  |  |  |
| | 30. Rt. Hon. George Grenville                    |  |  |  |  |  |  |  |  |  |  |  |  |  |  |  |
| |                                                  |  |  |  |  |  |  |  |  |  |  |  |  |  |  |  |
| |                                                  |  |  |  |  |  |  |  |  |  |  |  |  |  |  |  |
| | 15. Hester Grenville                             |  |  |  |  |  |  |  |  |  |  |  |  |  |  |  |
| |                                                  |  |  |  |  |  |  |  |  |  |  |  |  |  |  |  |
| |                                                  |  |  |  |  |  |  |  |  |  |  |  |  |  |  |  |
| | 31. Elizabeth Wyndham                            |  |  |  |  |  |  |  |  |  |  |  |  |  |  |  |
| |                                                  |  |  |  |  |  |  |  |  |  |  |  |  |  |  |  |
| |                                                  |  |  |  |  |  |  |  |  |  |  |  |  |  |  |  |

## En la cultura popular
- Halifax fue interpretado por Richard Murdoch en la serie para televisión de 1981 Winston Churchill: The Wilderness Years.
- Halifax aparece en la novela Lo que queda del día por Kazuo Ishiguro y la película de 1993 del mismo nombre, en donde es interpretado por Peter Eyre.
- Halifax aparece en la película Gandhi, interpretado por Sir John Gielgud. La película incorrectamente lo representa con una mano izquierda.
- Halifax aparece como Lord Irwin en la película The Legend of Bhagat Singh, interpretado por el actor israelí Gil Alon.
- Halifax es un personaje significativo en las novelas de Michael Dobbs Winston's War y Never Surrender.
- Es interpretado po el actor británico Richard Durdon en la miniserie docudrama de la BBC Dunkirk (2004).
- Su lucha de gabinete con Churchill es el tema de la obra de 2011 Three Days in May por Ben Brown.
- Aparece como un personaje en el drama para televisión de la BBC Cambridge Spies interpretado por James Fox.
- Fue interpretado por Donald Sumpter en la película biográfica de la HBO/BBC Into the Storm.
- Halifax es mencionado en la novela de 2011 The Afrika Reich, una novela ucrónica en la que Halifax se convierte en primer ministro después de una masacre de fuerzas británicas en Dunkerque, el punto de divergencia de la novela, y negocia una incómoda novela con la Alemania nazi. También tiene un papel menor en la secuela de 2015 The Madagaskar Plan.
- En la novela de historia alternativa Dominion por C. J. Sansom, la Segunda Guerra Mundial acabaría en junio de 1940 cuando el gobierno británico, bajo el liderazgo de Halifax, firmó un tratado de paz con la Alemania nazi en Berlín. Debido a su mala salud, Halifax dimitiría como primer ministro en 1941 y le sucedería un David Lloyd George de 78 años.
- En la novela de historia alternativa For the Sake of England de Richard K. Burns, en la que Winston Churchill habría nacido en la ciudad de Nueva York en 1874 cuando su madre Jennie Jerome abandonó a su padre Lord Randolph Churchill y fue elegido presidente de los Estados Unidos en 1936, Halifax se convertía en primer ministro en 1940 y firmó un tratado de paz con la Alemania nazi después de la Batalla de Francia. Sin embargo, Hitler traicionó a Halifax y atacó al Reino Unido en 1941, llevando a los Estados Unidos a la guerra.
- En Arriba y abajo, Halifax es interpretado por el actor británico Ken Bones.
- Halifax aparece brevemente en tres series de novelas diferentes de historia alternativa por Harry Turtledove: Worldwar, Southern Victory, y The War That Came Early. En Southern Victory, es retratado con cierta dignidad e integridad, mientras que en las otras dos series aparece como un incompetente torpe usado por motivos cómicos.
- Halifax es mencionado en el episodio cuatro de Close to the Enemy, donde se pretende que se le ha dado una hoy desaparecida llave para el jardín trasero del palacio de Buckingham para permitirle encuentros secretos con la reina Isabel para discutir asuntos de estado, sugiriendo que podría haber sido el favorito para primer ministro por delante de Winston Churchill.
- Halifax es interpretado por Stephen Dillane en la película de Joe Wright, 2017 La hora más oscura, frente a Gary Oldman como Churchill.
- Lord Halifax se convierte en un importante personaje en el fondo en la fanfiction de Las crónicas de Narnia, The Queen Susan in Tashbaan, en relación con la obra de Susan en América durante The Voyage of the Dawn Treader.

## Para saber más
- Alan Campbell-Johnson & R. Hale. Viscount Halifax: A Biography. 1941
- Conde de Birkenhead. Earl of Halifax: The Life of Lord Halifax. Hamilton, 1965.